# Paul Gillmor
Paul Gillmor (Tiffin, 1º febbraio 1939 – Arlington County, 5 settembre 2007) è stato un politico statunitense, deputato al Congresso degli Stati Uniti per il Partito Repubblicano in rappresentanza dello stato dell'Ohio dal 1989 fino alla morte.